# The Boycotted Baby
The Boycotted Baby é um curta-metragem mudo norte-americano, realizado em 1917, do gênero comédia, com o ator cômico Oliver Hardy.

## Enredo
Babe (Oliver Hardy) e Kate (Kate Price) são namorados. Eles vivem na cidade conservadora de Cordeliaville onde existem leis que proíbem romances e bebês. Uma nova mãe chega a Cordeliaville e percebe o sinal da proibição de crianças. Ao invés de sair da cidade, a mãe deixa seu bebê... na porta de Kate. Kate e Babe tentam esconder o bebê que, por sua vez, é passado de pessoa para pessoa, até que a criança se reencontra com a mãe biológica.

## Elenco
- Oliver Hardy - Babe (como Babe Hardy)
- Kate Price - Kate